# Jordi de Nicomèdia
Jordi de Nicomèdia (en llatí Georgius Nicomedeius) va ser un religiós grec, que era cartofílac (registrador o guardià dels arxius eclesiàstics) de l'església principal de Constantinoble.
Encara que de vegades és anomenat Jordi Cartofílac, no és el mateix personatge que Jordi Cartofílac de Cal·lípolis. Més tard va ser bisbe de Nicomèdia a la darrera part del segle ix i era amic de Foci amb qui va mantenir correspondència. Algunes de les seves homilies van ser publicades al Novum Auctarium  de François Combefis.
Una homilia anomenada "Sobre la nativitat de la verge" atribuïda a Andreu de Creta, podria ser també seva igual que una homilia anomenada "Sobre la presentació de Crist al temple" que és generalment atribuïda a Atanasi d’Alexandria.